# Francis Hyde Villiers
Sir Francis Hyde Villiers (13. srpna 1852 – 18. listopadu 1925) byl britský diplomat. Od mládí působil v diplomatických službách a řadu let zastával nižší funkce na ministerstvu zahraničí. V letech 1906–1911 byl britským vyslancem v Portugalsku a poté velvyslancem v Belgii (1911–1920).

## Životopis
Pocházel ze starého šlechtického rodu Villiersů, narodil se jako čtvrtý syn trojnásobného ministra zahraničí George Villierse, 4. hraběte z Clarendonu (1800–1870). Studoval v Harrow School a od roku 1870 působil v diplomatických službách. Od roku 1875 zastával dlouhodobě nižší funkce na ministerstvu zahraničí, poté byl soukromým tajemníkem ministrů zahraničí markýze ze Salisbury a hraběte z Rosebery (1886 a 1892–1894). V letech 1896–1906 byl tajemníkem státního podsekretáře zahraničí. Poté přešel do vyšších funkcí, byl vyslancem v Portugalsku (1906–1911) a v Belgii (1911–1920). Po německém vpádu do Belgie pobýval s belgickou vládou a královskou rodinou nejprve v Antverpách a později v Le Havre. Po skončení první světové války byl v Bruselu v roce 1919 povýšen do funkce velvyslance a téhož roku jmenován členem Tajné rady. Během diplomatických služeb obdržel Řád lázně (1894) a Řád sv. Michala a sv. Jiří (1906). Při příležitosti návštěvy portugalského krále Karla I. v Británii získal velkokříž Viktoriina řádu(1907). Další vyznamenání dostal od zahraničních panovníků, byl nositelem velkokříže portugalského Řádu Kristova a velkokříže belgického Leopoldova řádu.

## Rodina
V roce 1876 se oženil s Virginií Smithovou (1853–1937), s níž měl pět dětí, z toho tři syny. Nejstarší syn Eric Hyde Villiers (1881–1964) se vyznamenal jako důstojník za první světové války a obdržel Řád za vynikající službu. Účastníkem první světové války byl také nejmladší syn Algernon Hyde Villiers (1886–1917), který padl jako poručík ve Francii.
Jeho nejstarší bratr Edward Hyde Villiers, 5. hrabě z Clarendonu (1846–1914), sloužil v armádě a zastával hodnosti u dvora, v letech 1900–1905 byl lordem nejvyšším komořím Spojeného království. Funkci nejvyššího komořího později (1938–1952) zastával i jeho syn George Herbert Villiers, 6. hrabě z Clarendonu (1877–1955), který byl předtím generálním guvernérem Jihoafrické unie (1931–1937). Další Francisův bratr George Patrick Villiers (1847–1892) dosáhl v armádě hodnosti plukovníka a v diplomacii se uplatnil jako vojenský atašé v Petrohradě, Berlíně a Paříži. Jejich švagr Frederick Stanley, 16. hrabě z Derby (1841–1908), byl britským ministrem kolonií a generálním guvernérem v Kanadě.